# エジウソン・メンデス・ギマランイス
エジウソン (Edílson) ことエジウソン・メンデス・ギマランイス（Edílson Mendes Guimarães, 1986年7月27日 - ）は、ブラジル・パラナ州ノヴァ・エスペランサ出身の元サッカー選手。現役時代のポジションはDF（右サイドバック）。

## クラブ歴
アヴァイFCの下部組織出身。
2009年にAAポンチ・プレッタに所属すると、翌年にグレミオFBPAへ移籍。グレミオでのデビュー戦は同年3月3日に行われたECアヴェニダ戦で、1得点1アシストの結果を出して3-1の勝利を掴み取った。翌年7月12日にはアトレチコ・パラナエンセのレナト・ガウショ監督の要望により、1年半のレンタル契約で同クラブに移籍。同監督が解任されたこともあり、年末にはグレミオに復帰した。その後、ボタフォゴFR、SCコリンチャンス・パウリスタを経て2016年に再びグレミオに加入すると、コパ・リベルタドーレス2017を制してFIFAクラブワールドカップ2017に出場した。
2018年1月よりクルゼイロECと3年契約を締結。2020年6月、COVID-19の影響により財政難に陥ったクラブから契約解除を通達される。翌月にブラジルサッカー協会より正式に承認され、円満な形で退団した。

## タイトル
ヴィトーリア
- カンピオナート・バイアーノ : 2005

ポンチ・プレッタ
- カンピオナート・パウリスタ・ド・インテリオール・ジ・フチボウ（ポルトガル語版）: 2009

グレミオ
- カンピオナート・ガウショ : 2010
- タッサ・フロンテイラ・ダ・パス（ポルトガル語版）: 2010
- コパ・ド・ブラジウ : 2016
- コパ・リベルタドーレス : 2017

ボタフォゴ
- タッサ・リオ : 2013
- タッサ・グアナバラ : 2013
- カンピオナート・カリオカ : 2013

コリンチャンス
- カンピオナート・ブラジレイロ・セリエA : 2015

クルゼイロ
- カンピオナート・ミネイロ : 2018, 2019
- コパ・ド・ブラジウ : 2018

アヴァイ
- カンピオナート・カタリネンセ : 2021